# Fort Garland
Fort Garland – jednostka osadnicza w Stanach Zjednoczonych, w stanie Kolorado, w hrabstwie Costilla.